# 凱西·哈曼
凱西·哈曼（英語：Casey Harman，1989年3月17日—） ，為來自美國的棒球選手之一，在美國職棒選秀會由芝加哥小熊隊以第29輪第880順位選進，2019年起效力於中華職棒中信兄弟，守備位置為投手，中文登錄名赫猛。

## 經歷
- 美國職棒芝加哥小熊（小聯盟，2010年-2012年）
- 美國職棒獨立聯盟Capitales de Quebec（加拿大美國職業棒球聯盟，2013年）
- 美國職棒獨立聯盟Laredo Lemurs（美國協會，2014年）
- 美國職棒獨立聯盟Wichita Wingnuts（美國協會，2018年）
- 美國職棒獨立聯盟Sugar Land Skeeters（大西洋聯盟，2018年）
- 墨西哥太平洋聯盟Venados de Mazatlan（2018年11月-）
- 墨西哥棒球聯盟Pericos de Puebla（2019年）
- 中華職棒中信兄弟（2019年）

## 職棒生涯成績

### 中華職棒
| 年度 | 球隊     | 出賽 | 先發 | 勝投 | 敗投 | 中繼 | 救援 | 完投 | 完封 | 三振 | 四死 | 責失 | 投球局數 | 自責分率 | 被上壘率 |
| ---- | -------- | ---- | ---- | ---- | ---- | ---- | ---- | ---- | ---- | ---- | ---- | ---- | -------- | -------- | -------- |
| 2019 | 中信兄弟 | 13   | 11   | 5    | 3    | 0    | 0    | 0    | 0    | 58   | 12   | 32   | 63.1     | 4.55     | 1.47     |
| 合計 | 1年      | 13   | 11   | 5    | 3    | 0    | 0    | 0    | 0    | 58   | 12   | 32   | 63.1     | 4.55     | 1.47     |